# يان فان هويسوم
يان فان هويسوم ، يمكن كتابته أيضًا Huijsum ، هو رسام هولندي ولد في (15 أبريل 1682 - 8 فبراير 1749) .

## السيرة الشخصية
كان يان فان شقيقًا لـ جاكوب فان هويسوم ، ابن رسام الزهور يوستوس فان هويزوم ، وحفيد جان فان هويسوم الأول ، الذي قيل عن جان فان الأول أنه كان سريعًا في تزيين المداخل والشاشات والمزهريات. رسمة جوستوس محفوظة في معرض برونزويك ، وهي تمثل «أورفيوس والوحوش في المناظر الطبيعية المشجرة» ، وهنا لدينا بعض الشرح عن ولع ابنه بالمناظر الطبيعية من النوع الأركادي التقليدي ؛ بالنسبة لـ يان فان هويسوم ، على الرغم من مهارته كرسام للحياة الساكنة ، فقد اعتقد أنه يمتلك عبقرية رسام المناظر الطبيعية . ابنة جان فان هويسوم ، فرانشينا مارغريتا فان هويسوم ، كانت أيضًا رسامة زهور وربما ساعدت والدها في عمله.

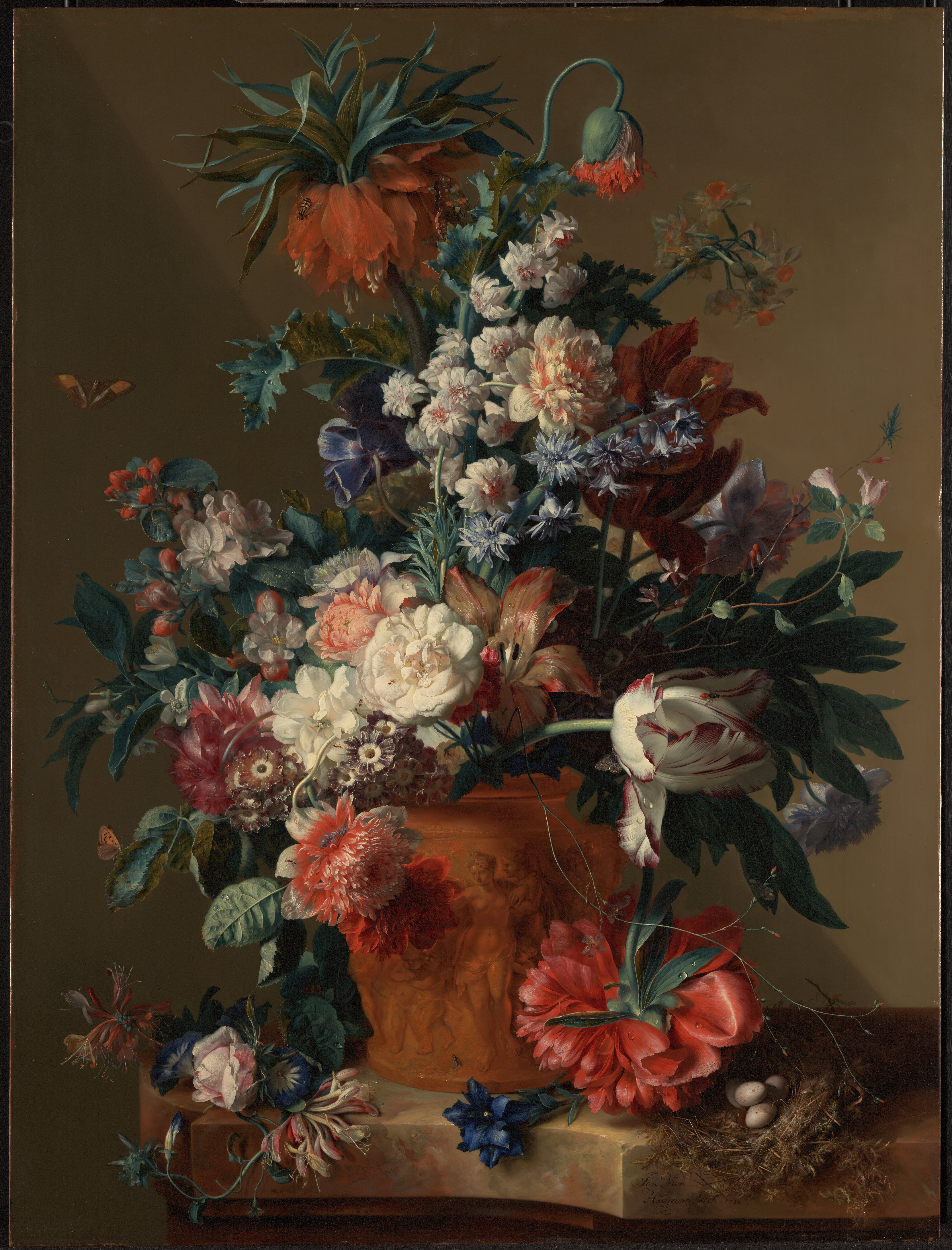
إناء من الزهور عام 1722

نصف صوره في صالات العرض العامة عبارة عن مناظر طبيعية ، ومناظر للبحيرات والمرافئ الخيالية مع أطلال مستحيلة وصروح كلاسيكية ، وغابات من الأشجار الطويلة التي لا تتحرك - كلها لامعة للغاية وناعمة ، وبلا حياة تمامًا. أقدم عمل مؤرخ من هذا النوع هو عام 1717 ، في متحف اللوفر ، بستان فيه عوانس يقتلن أزهارًا بالقرب من قبر ، وأطلال رواق ، وقصر بعيد على ضفاف بحيرة تحدها الجبال.

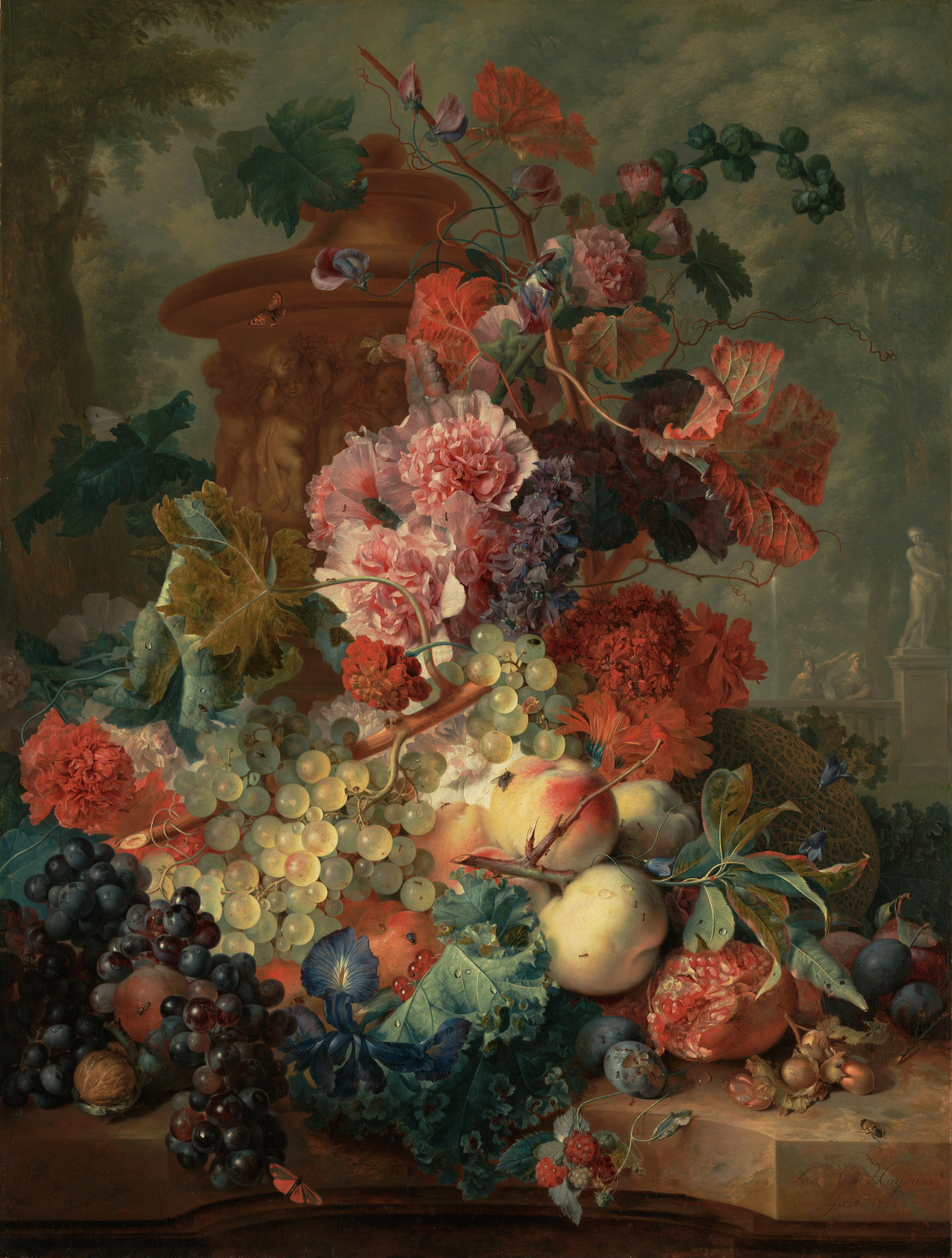
قطعة فاكهة جان فان هويسوم ، زيت على لوح ، عام 1722

## ميراث
كانت بعض أرقى قطع فواكه وزهور فان هويزوم موجودة في المجموعات الإنجليزية الخاصة: تلك التي تعود إلى عام 1723 في إيرل معرض إليسمير ، وأخرى من 1730 إلى 1732 في مجموعات هوب وآشبورتون. أحد أفضل الأمثلة موجود الآن في المعرض الوطني بلندن (1736-1737). لا يوجد متحف عام يحتوي على نماذج أرقى وأكثر عددًا من متحف اللوفر ، الذي يضم أربعة مناظر طبيعية وستة لوحات بها صور ثابتة ؛ ثم تأتي برلين وأمستردام بأربع قطع من الفاكهة والزهور ؛ ثم سانت بطرسبرغ وميونيخ وهانوفر ودريسدن ولاهاي وبرونزويك وفيينا وكارلسروه وبوسطن وكوبنهاغن. كان لدى Van Huysum العديد من المتابعين ، مثل Jan van Os و Johannes de Bosch .

Selected works
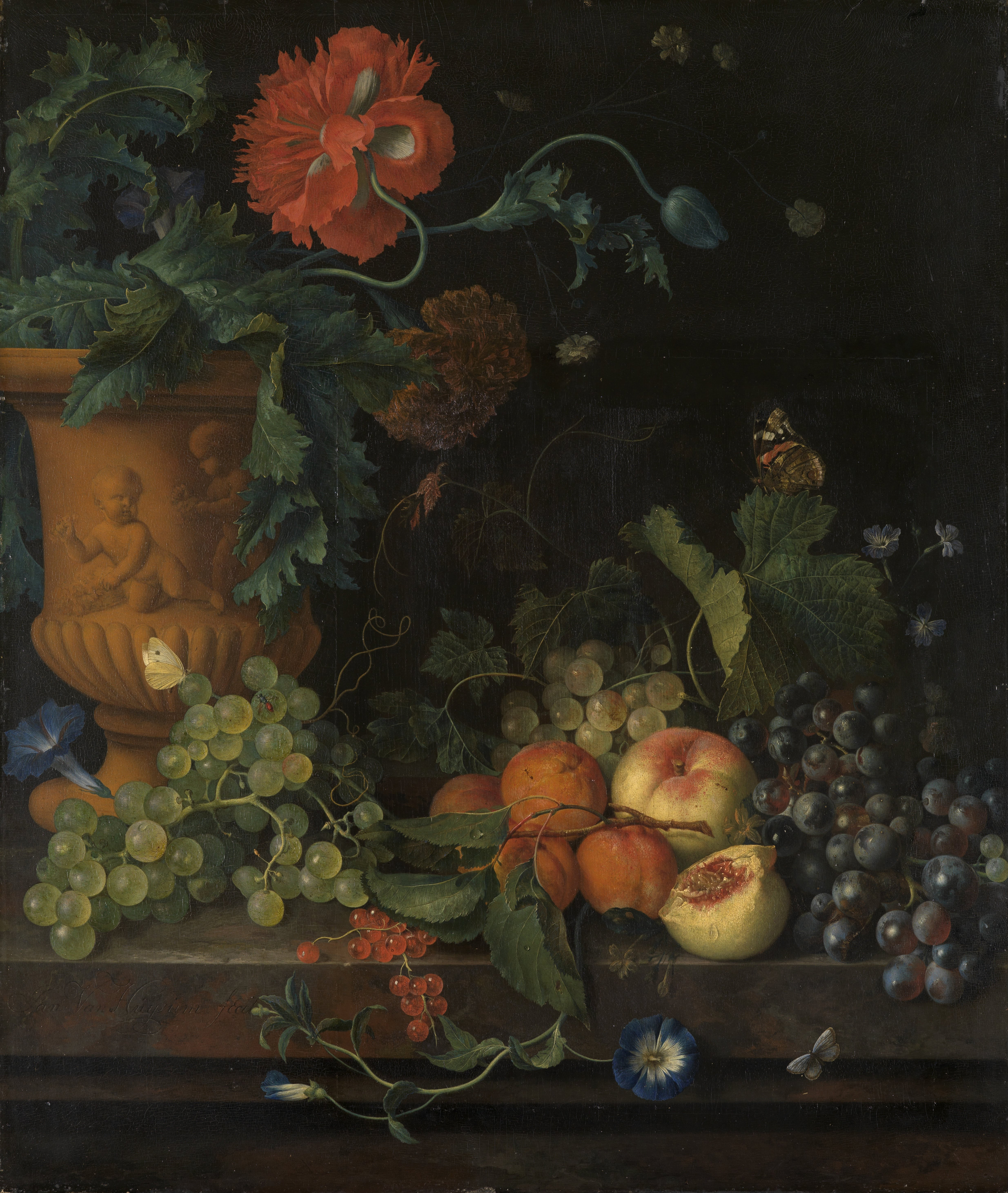
مزهرية من الطين مع الزهور والفواكه
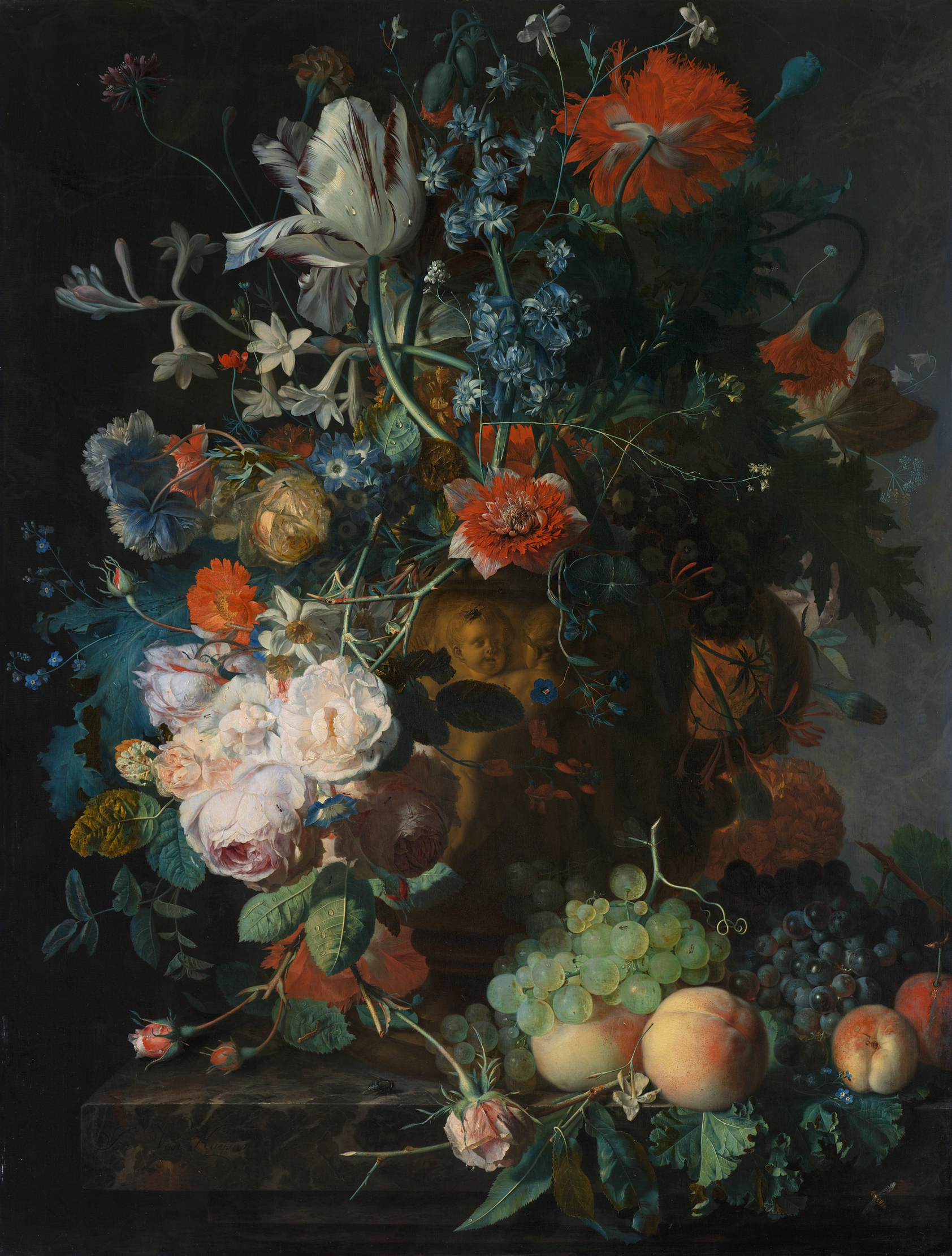
الزهور والفواكه
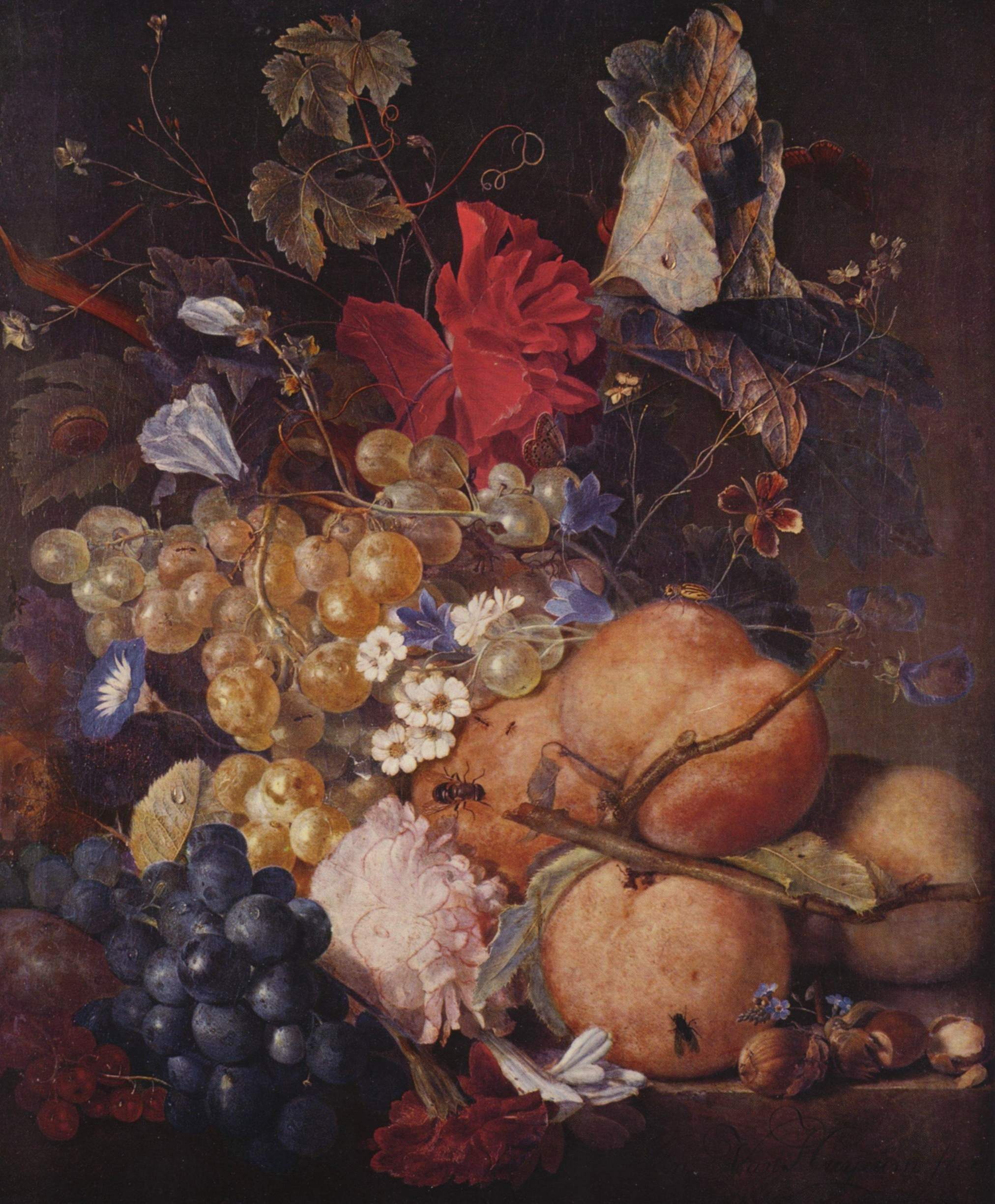
الزهور والفواكه والحشرات
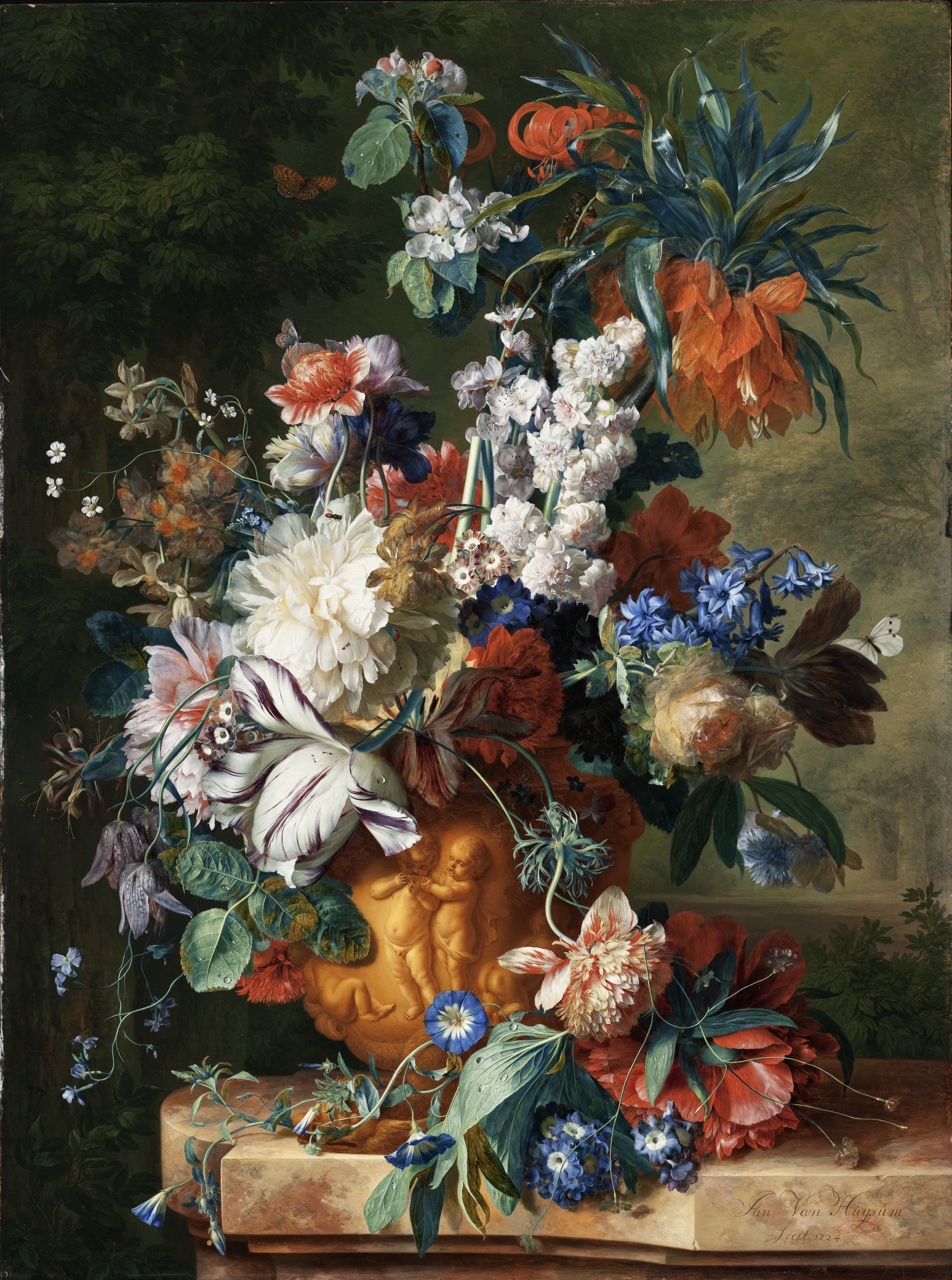
"باقة من الزهور في جرة" 1724

## الوسائط الخارجية
تأثر بالرسم الفرنسي.

## روابط خارجية
- "Jan van Huysum". المعرض الوطني للفنون. مؤرشف من الأصل في 2012-12-13. اطلع عليه بتاريخ 2008-01-22. يتضمن سيرة ذاتية وصورتين.
- "Jan van Huysum (1682 - 1749)". Wallace Collection. مؤرشف من الأصل في 2011-07-28. اطلع عليه بتاريخ 2008-01-22. يتضمن سيرة مختصرة وصورة واحدة.
- "Jan van Huysum". موسوعة الفن. مؤرشف من الأصل في 2021-12-04. اطلع عليه بتاريخ 2008-01-22. روابط إلى مداخل في العديد من المتاحف والمعارض الفنية العامة على الإنترنت.
- لوحات هولندية وفلمنكية من Hermitage ، كتالوج معرض من متحف المتروبوليتان للفنون (متاح بالكامل على الإنترنت كملف PDF) ، والذي يحتوي على مواد عن Huysum (القط رقم 14)

1. ↑  أرشيف الفنون الجميلة، QID:Q10855166